# TMEM9
TMEM9‏ (Transmembrane protein 9) هوَ بروتين يُشَفر بواسطة جين TMEM9 في الإنسان.